# Joseph S. Fowler
Joseph S. Fowler (Steubenville, 1820. augusztus 31. – Washington, 1902. április 1.) az Amerikai Egyesült Államok szenátora (Tennessee, 1866–1871).